# Complement circumstancial de lloc
El complement circumstancial de lloc és un complement circumstancial que afegeix alguna informació referent al lloc en el qual es desenvolupa l'acció verbal.
El Complement Circumstancial de Lloc es reconeix fàcilment en una oració, perquè respon a la pregunta On?: Jo resto aquí (On resto?: aquí).

## Exemples
- He aparcat el cotxe a la cantonada.
- L'accident va passar davant de l'edifici nou.
- Anna estudia a la seva cambra.
- Hi viuen els meus cosins.
- Ha aparcat el cotxe allà.
- Cada dia surt de l'institut a les 2h.
- Vaig estar a casa tota la tarda de dissabte.

## Substitució pronominal
- Si és introduït per la preposició de, es pronominalitza amb el pronom en:

Cada dia surt de l'institut a les 2h. → Cada dia en surt a les 2h.
- En tots els altres casos (introduït per una altra preposició o bé sense preposició), es pronominalitza amb el pronom hi:

Ja viu a Maó → Ja hi viu Passeja per la riba → Hi passeja L'he deixat allà → L'hi he deixat.